# Pleuranthodium
Pleuranthodium là một chi thực vật trong họ Zingiberaceae. Trong số 25 loài đã biết ở thời điểm năm 2021 thì 23 loài đặc hữu New Guinea, 1 loài ở Queensland và 1 loài ở quần đảo Bismarck.

## Lịch sử phân loại
Chi Psychanthus do Henry Nicholas Ridley thiết lập năm 1916, bằng việc nâng cấp tổ Psychanthus của chi Alpinia, với các loài theo tác giả sẽ được chuyển sang bao gồm A. compta, A. papilionacea, A. platynema, A. scyphonema, A. schlechteri, A. floribunda, A. gjellerupi - nhưng ông đã không tạo ra tổ hợp tên gọi mới cho chúng mà chỉ mô tả mới 1 loài  là P. inaequalis, nhưng loài này hiện nay được coi là thuộc chi Alpinia.
Năm 1990, Rosemary Margaret Smith chấp nhận chi Psychanthus của Henry Nicholas Ridley và tạo ra tổ hợp tên gọi mới trong chi này, bao gồm 22 loài trước đây xếp trong tổ Psychanthus và tổ Pleuranthodium (gồm A. pterocarpa, A. tephrochlamys và A. pelecystyla) của chi Alpinia.
Tuy nhiên, danh pháp Psychanthus đã được Constantine Samuel Rafinesque sử dụng hợp lệ từ năm 1814 (nay là đồng nghĩa của Polygala), vì thế danh pháp do Ridley đặt ra trở thành đồng âm không hợp lệ. Năm 1991, Rosemary Margaret Smith phát hiện vấn đề và chỉnh sửa bằng cách chuyển toàn bộ 22 loài đã biết khi đó sang chi Pleuranthodium được chính tác giả này nâng cấp từ tổ Pleuranthodium.

## Các loài
Plants of the World Online (2020) công nhận 23 loài, với Lofthus et al. bổ sung 2 loài năm 2020.
- Pleuranthodium biligulatum (Valeton) R.M.Sm., 1991 - New Guinea
- Pleuranthodium branderhorstii (Valeton) R.M.Sm., 1991 - New Guinea
- Pleuranthodium comptum (K.Schum.) R.M.Sm., 1991 - New Guinea
- Pleuranthodium corniculatum Lofthus & A.D.Poulsen, 2020 - Papua New Guinea.[9]
- Pleuranthodium floccosum (Valeton) R.M.Sm., 1991 - New Guinea
- Pleuranthodium floribundum (K.Schum.) R.M.Sm., 1991 - New Guinea
- Pleuranthodium gjellerupii (Valeton) R.M.Sm., 1991 - New Guinea
- Pleuranthodium hellwigii (K.Schum.) R.M.Sm., 1991 - New Guinea
- Pleuranthodium iboense (Valeton) R.M.Sm., 1991 - New Guinea
- Pleuranthodium macropycnanthum (Valeton) R.M.Sm., 1991 - New Guinea
- Pleuranthodium neragaimae (Gilli) R.M.Sm., 1991 - New Guinea
- Pleuranthodium papilionaceum (K.Schum.) R.M.Sm., 1991 - New Guinea
- Pleuranthodium pedicellatum (Valeton) R.M.Sm., 1991 - New Guinea
- Pleuranthodium peekelii (Valeton) R.M.Sm., 1991 - Quần đảo Bismarck
- Pleuranthodium pelecystylum (K.Schum.) R.M.Sm., 1991 - New Guinea
- Pleuranthodium piundaundensis (P.Royen) R.M.Sm., 1991 - New Guinea
- Pleuranthodium platynema (K.Schum.) R.M.Sm., 1991 - New Guinea
- Pleuranthodium pterocarpum (K.Schum.) R.M.Sm., 1991 - New Guinea
- Pleuranthodium racemigerum (F.Muell.) R.M.Sm., 1991 - Queensland
- Pleuranthodium roemeri (Valeton) R.M.Sm., 1991 - New Guinea
- Pleuranthodium sagittatum Lofthus & A.D.Poulsen, 2020 - Papua New Guinea.[9]
- Pleuranthodium schlechteri (K.Schum.) R.M.Sm., 1991 - New Guinea
- Pleuranthodium scyphonema (K.Schum.) R.M.Sm., 1991 - New Guinea
- Pleuranthodium tephrochlamys (K.Schum. & Lauterb.) R.M.Sm., 1991 - New Guinea
- Pleuranthodium trichocalyx (Valeton) R.M.Sm., 1991 - New Guinea